# 뮤직 맨 (1962년 영화)
《뮤직 맨》(The Music Man)은 미국에서 제작된 모턴 다코스타 감독의 1962년 코미디 영화이다. 로버트 프레스턴 등이 주연으로 출연하였고 모턴 다코스타 등이 제작에 참여하였다.

## 줄거리
1912년, 사기꾼 해럴드 힐 교수는 주민들을 속이기 위해 가상의 아이오와주 리버 시티에 도착한다. 이 지역의 몇몇 여행 판매원들은 힐에 대해 들어본 적이 있는데, 그는 마을 사람들에게 소년 마칭 밴드를 만들라고 돈을 내게 하고, 힐은 음악적 전문성을 위조하며 돈을 받으면 마을을 떠나는 수법으로 유명하다.
힐은 리버 시티가 그의 옛 동료 마셀러스 워시번의 고향이라는 것을 알게 된다. 마셀러스의 도움으로 힐은 리버 시티의 부모들에게 마을의 새로운 당구대가 그들의 아들들을 죄에 빠뜨리고 있다고 걱정하게 한다. 그는 마칭 밴드가 어린 소년들을 문제에서 벗어나게 할 것이라고 제안한다. 마을의 사서이자 피아노 교사인 메리언 파루가 그의 동기를 의심하고 있다는 것을 예상한 힐은 그녀를 유혹하기 시작한다. 당구장 주인인 신 시장도 의심스러워 학교 이사회에 힐의 자격 증명을 확보하라고 명령한다. 그들이 그렇게 하려고 할 때, 힐은 그들에게 바버샵 콰르텟으로 노래하는 법을 가르쳐 주의를 분산시킨다. 그 후 힐은 그들이 자신의 자격 증명을 물을 때마다 4성부 화음으로 노래하게 함으로써 그들을 속인다.
힐의 구애는 그를 불신하는 메리언에게 거의 영향을 미치지 않지만, 그는 그녀의 어머니의 존경을 얻고 불행한 어린 동생 윈스롭과 친구가 되는 데 성공한다. 메리언은 힐이 게리 음악원 졸업생이라는 주장이 거짓임을 알게 되자 그를 폭로하려 하지만, 마을 사람들이 주문했던 밴드 악기를 실은 웰스 파고 마차가 도착하면서 방해를 받는다. 수년간 우울하게 은둔했던 윈스롭이 마을 사람들의 노래에 동참하고 마차에서 도착한 그의 새 코넷에 대해 격정적으로 이야기하자 메리언은 힐에 대한 마음을 바꾼다. 힐은 소년들에게 생각 시스템을 통해 연주하는 법을 배우라고 말한다. 이 시스템에서는 그들이 단순히 멜로디를 계속해서 생각하기만 하면 악기로 연습하지 않고도 연주할 수 있게 된다.
메리언과 전통적인 인도교에서 만난 힐은 (그녀가 남자와 함께 거기에 간 것은 처음이었다) 그녀가 자신의 속임수를 알고 있었지만, 자신을 사랑하기 때문에 말하지 않았다는 것을 알게 된다. 그가 마을을 떠나려 할 때, 힐이 마을 사람들을 속여 브라이턴 (일리노이주)에서 쫓겨났던 불만을 품은 모루 판매원 찰리 카웰이 리버 시티에 와서 힐을 폭로한다. 화난 폭도들에게 쫓기고 마셀러스와 메리언에게 마을을 떠나라고 재촉받은 힐은 자신이 메리언을 사랑하며 떠나고 싶지 않다는 것을 깨닫는다.
힐은 폭도들에게 붙잡혀 타르와 깃털로 덮이기 위해 마을 회의에 끌려간다. 메리언은 힐을 변호하고, 마을 사람들은 그가 얼마나 많은 사람들을 하나로 모았는지 상기하며 마음을 바꾼다. 신 시장은 힐이 아무런 결과도 없이 얼마나 많은 돈을 가져갔는지 마을 사람들에게 상기시킨다. 그가 "밴드는 어디에 있나요?"라고 묻자, 힐은 마을 소년들에 의해 구해지는데, 그들은 베토벤의 미뉴에트 G장조를 연주한다. 그들의 기술은 형편없지만, 부모들은 매료된다. 소년들이 마을 회관을 나서자, 그들은 마을 사람들의 상상 속에서 갑자기 힐이 이끄는 완벽하게 연주하고 행진하는 밴드로 변모한다.

## 출연

### 주연
- 로버트 프레스턴
- 셜리 존스

### 조연
- 버디 해킷
- 헤르미온느 진골드
- 폴 포드
- 퍼트 켈튼

## 기타
- 원작자: 메러디스 윌슨
- 협력프로듀서: 조엘 프리먼
- 의상: 도로시 지킨스